# Bridgeville (Delaware)
Bridgeville – miasto w Stanach Zjednoczonych, w stanie Delaware, w hrabstwie Sussex.